# Filmjahr 1956
Liste der Filmjahre

◄◄ | ◄ | 1952 | 1953 | 1954 | 1955 | Filmjahr 1956 | 1957 | 1958 | 1959 | 1960 | ► | ►►

Weitere Ereignisse

## Ereignisse
- 19. Januar: In Köln erfolgt die Uraufführung der Filmkomödie Charleys Tante nach dem gleichnamigen Schwank von Brandon Thomas mit Heinz Rühmann in der Hauptrolle.
- 27. Juni: Der Spielfilm Moby Dick von John Huston mit Gregory Peck in der Hauptrolle hat Premiere in den USA. Das Drehbuch stammt von Ray Bradbury nach dem gleichnamigen Roman von Herman Melville. Der Film ist zwar kein Erfolg an den Kinokassen, gilt aber heute als herausragendes Werk der Filmgeschichte.
- 29. Juni: Arthur Miller heiratet Marilyn Monroe.
- 17. Juli: Der Film High Society (deutscher Titel: Die oberen Zehntausend) wird in den USA uraufgeführt. Grace Kelly und Bing Crosby besingen darin True Love.
- 16. August: Die Verfilmung von Carl Zuckmayers Drama Der Hauptmann von Köpenick mit Heinz Rühmann in der Titelrolle wird in Köln uraufgeführt.
- Elvis Presley dreht mit Pulverdampf und heiße Lieder seinen ersten Film.

## Erfolgreichste Filme

### Top 10 in den USA
Die zehn erfolgreichsten Filme an den US-amerikanischen Kinokassen nach Einspielergebnis.
| Platz | Filmtitel                       | Einspielergebnis in US-Dollar |       |
| ----- | ------------------------------- | ----------------------------- | ----- |
| 1.    | The Ten Commandments            | 34.200.000                    | [ 1 ] |
| 2.    | Around the World in 80 Days     | 22.000.000                    | [ 1 ] |
| 3.    | Giant                           | 12.000.000                    | [ 1 ] |
| 4.    | Seven Wonders of the World      | 9.300.000                     | [ 1 ] |
| 5.    | The King and I                  | 8.500.000                     | [ 1 ] |
| 6.    | Trapeze                         | 7.300.000                     | [ 1 ] |
| 7.    | War and Peace                   | 6.250.000                     | [ 2 ] |
| 8.    | High Society                    | 5.602.000                     | [ 3 ] |
| 9.    | The Teahouse of the August Moon | 5.550.000                     | [ 3 ] |
| 10.   | The Eddy Duchin Story           | 5.300.000                     | [ 1 ] |

## Filmpreise

### Golden Globe Awards 1956

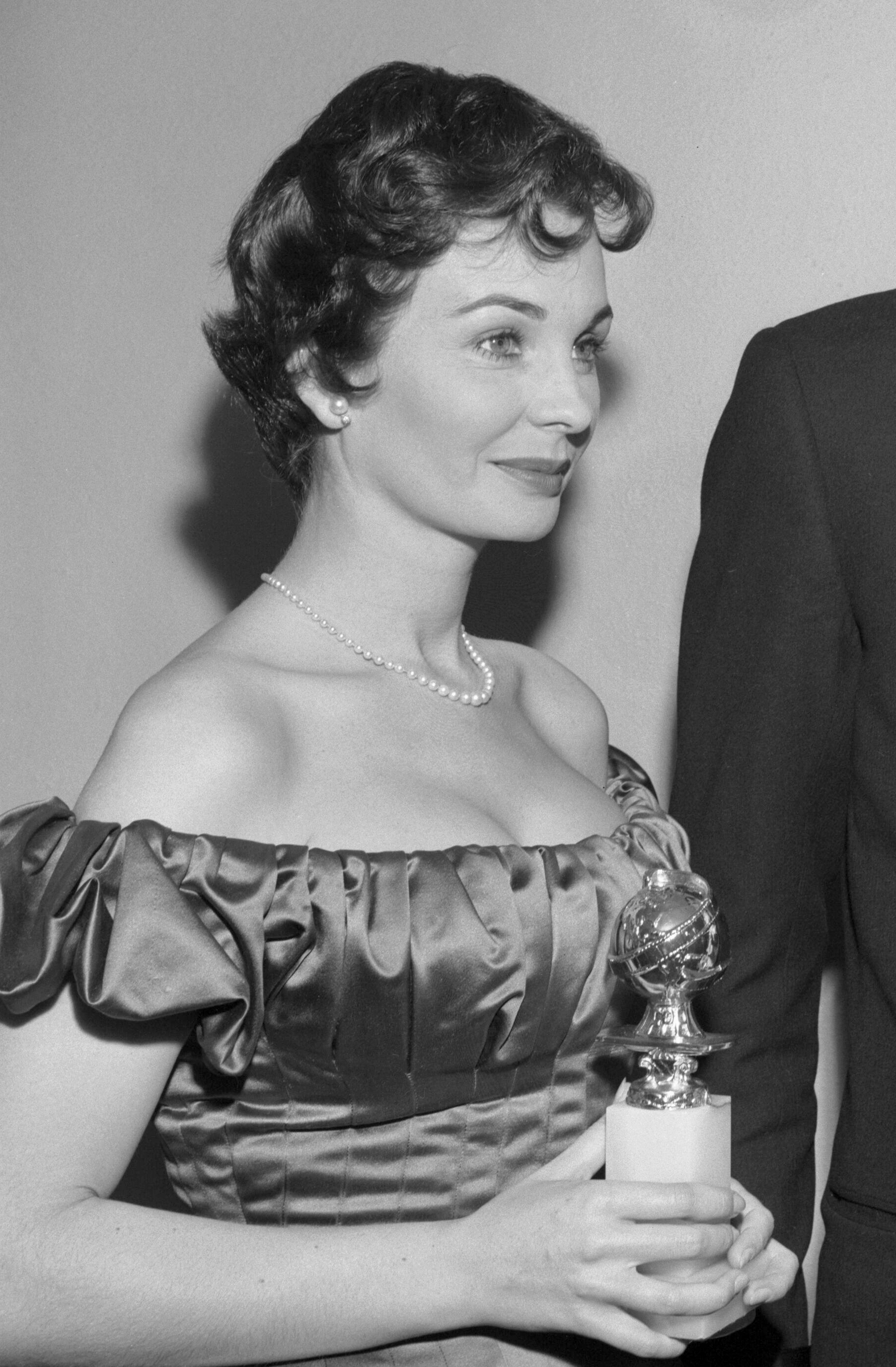
Jean Simmons mit dem Golden Globe (1956)

Am 23. Februar werden im Cocoanut Grove in Los Angeles die Golden Globe verliehen.
- Bestes Drama: Jenseits von Eden von Elia Kazan
- Bestes Musical: Schwere Jungs – leichte Mädchen von Joseph L. Mankiewicz
- Bester Schauspieler (Drama): Ernest Borgnine in Marty und James Dean in Jenseits von Eden
- Beste Schauspielerin (Drama): Anna Magnani in Die tätowierte Rose
- Bester Schauspieler (Musical/Drama): Tom Ewell in Das verflixte 7. Jahr
- Beste Schauspielerin (Musical/Drama): Jean Simmons in Schwere Jungs – leichte Mädchen
- Bester Nebendarsteller: Arthur Kennedy in Das Komplott
- Beste Nebendarstellerin: Marisa Pavan in Die tätowierte Rose
- Bester Regisseur: Joshua Logan für Picknick
- Cecil B. DeMille Award: Jack L. Warner

### Academy Awards
Die Oscarverleihung findet am 21. März im RKO Pantages Theatre in Los Angeles statt. Moderator ist Jerry Lewis.
- Bester Film: Marty von Delbert Mann
- Bester Hauptdarsteller: Ernest Borgnine in Marty
- Beste Hauptdarstellerin: Anna Magnani in Die tätowierte Rose
- Bester Regisseur: Delbert Mann für Marty
- Bester Nebendarsteller: Jack Lemmon in Keine Zeit für Heldentum
- Beste Nebendarstellerin: Jo Van Fleet in Jenseits von Eden
- Beste Farb-Kamera: Robert Burks für Über den Dächern von Nizza
- Beste Musik: Alfred Newman für Alle Herrlichkeit auf Erden

Vollständige Liste der Preisträger

### Internationale Filmfestspiele von Cannes 1956
Das Festival in Cannes findet vom 23. April bis zum 10. Mai statt. Die Jury vergibt folgende Preise:
- Goldene Palme: Die schweigende Welt – Dokumentarfilm von Jacques-Yves Cousteau und Louis Malle
- Spezialpreis der Jury: Das Mysterium Picasso von Henri-Georges Clouzot und Pather Panchali von Satyajit Ray
- Beste Schauspielerin: Susan Hayward in Und morgen werd’ ich weinen

### Internationale Filmfestspiele Berlin 1956
Das Festival in Berlin findet vom 22. Juni bis zum 3. Juli statt. Die Jury vergibt folgende Preise:
- Goldener Bär: Einladung zum Tanz von Gene Kelly
- Silberner Bär: Robert Aldrich (Beste Regie), Elsa Martinelli (Beste Darstellerin), Burt Lancaster (Bester Darsteller)

### Filmfestspiele von Venedig
Das Festival in Venedig findet vom 28. August bis zum 9. September statt. Die Jury vergibt in diesem Jahr keinen Goldenen Löwen.
- Bester Schauspieler: Bourvil in Zwei Mann, ein Schwein und die Nacht von Paris
- Beste Schauspielerin: Maria Schell in Gervaise

### British Film Academy Award
- Bester Film: Richard III. von Laurence Olivier
- Bester britischer Darsteller: Laurence Olivier für Richard III.
- Bester ausländischer Darsteller: Ernest Borgnine für Marty
- Beste britische Darstellerin: Katie Johnson für Ladykillers
- Beste ausländische Darstellerin: Betsy Blair für Marty

### Étoile de Cristal
- Bester Film: French Can Can von Jean Renoir
- Bester Darsteller: Jean Servais in Rififi
- Beste Darstellerin: Simone Signoret in Die Teuflischen
- Bester ausländischer Film: Das Salz der Erde von Herbert Biberman
- Bester ausländischer Darsteller: James Dean in … denn sie wissen nicht, was sie tun
- Beste ausländische Darstellerin: Rosaura Revueltas in Das Salz der Erde

### New York Film Critics Circle Award
- Bester Film: In 80 Tagen um die Welt von Michael Anderson
- Beste Regie: John Huston für Moby Dick
- Bester Hauptdarsteller: Kirk Douglas in Vincent van Gogh – Ein Leben in Leidenschaft
- Beste Hauptdarstellerin: Ingrid Bergman in Anastasia
- Bester ausländischer Film: La Strada – Das Lied der Straße von Federico Fellini

### National Board of Review
- Bester Film: In 80 Tagen um die Welt von Michael Anderson
- Beste Regie: John Huston für Moby Dick
- Bester Hauptdarsteller: Yul Brynner für Anastasia, Der König und ich und Die zehn Gebote
- Beste Hauptdarstellerin: Dorothy McGuire in Lockende Versuchung
- Bester Nebendarsteller: Richard Basehart in Moby Dick
- Beste Nebendarstellerin: Debbie Reynolds in Mädchen ohne Mitgift
- Bester fremdsprachiger Film: Die schweigende Welt von Jacques-Yves Cousteau und Louis Malle

### Weitere Filmpreise und Auszeichnungen
- Deutscher Kritikerpreis: Kurt Hoffmann
- Directors Guild of America Award: Delbert Mann für Marty, Henry King (Lebenswerk)
- Louis-Delluc-Preis: Der rote Ballon von Albert Lamorisse
- Nastro d’Argento: Die Freundinnen von Michelangelo Antonioni und Goldhelm von Jacques Becker
- Photoplay Award: Giganten von George Stevens (Bester Film), Rock Hudson (populärster männlicher Star), Kim Novak (populärster weiblicher Star)
- Preis der deutschen Filmkritik: Der Hauptmann von Köpenick von Helmut Käutner
- Writers Guild of America Award: Tyrannische Liebe (Bestes Musical), Marty (Bestes Drama), Keine Zeit für Heldentum (Beste Komödie)

## Geburtstage

### Januar bis März
Januar

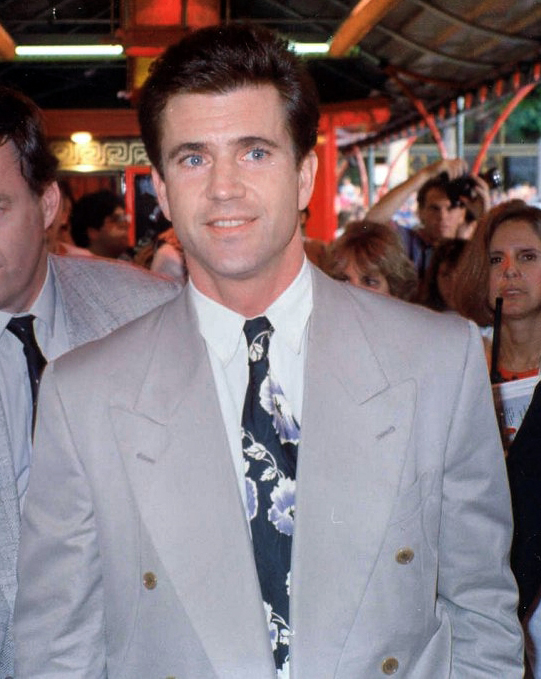
Mel Gibson (* 3. Januar)

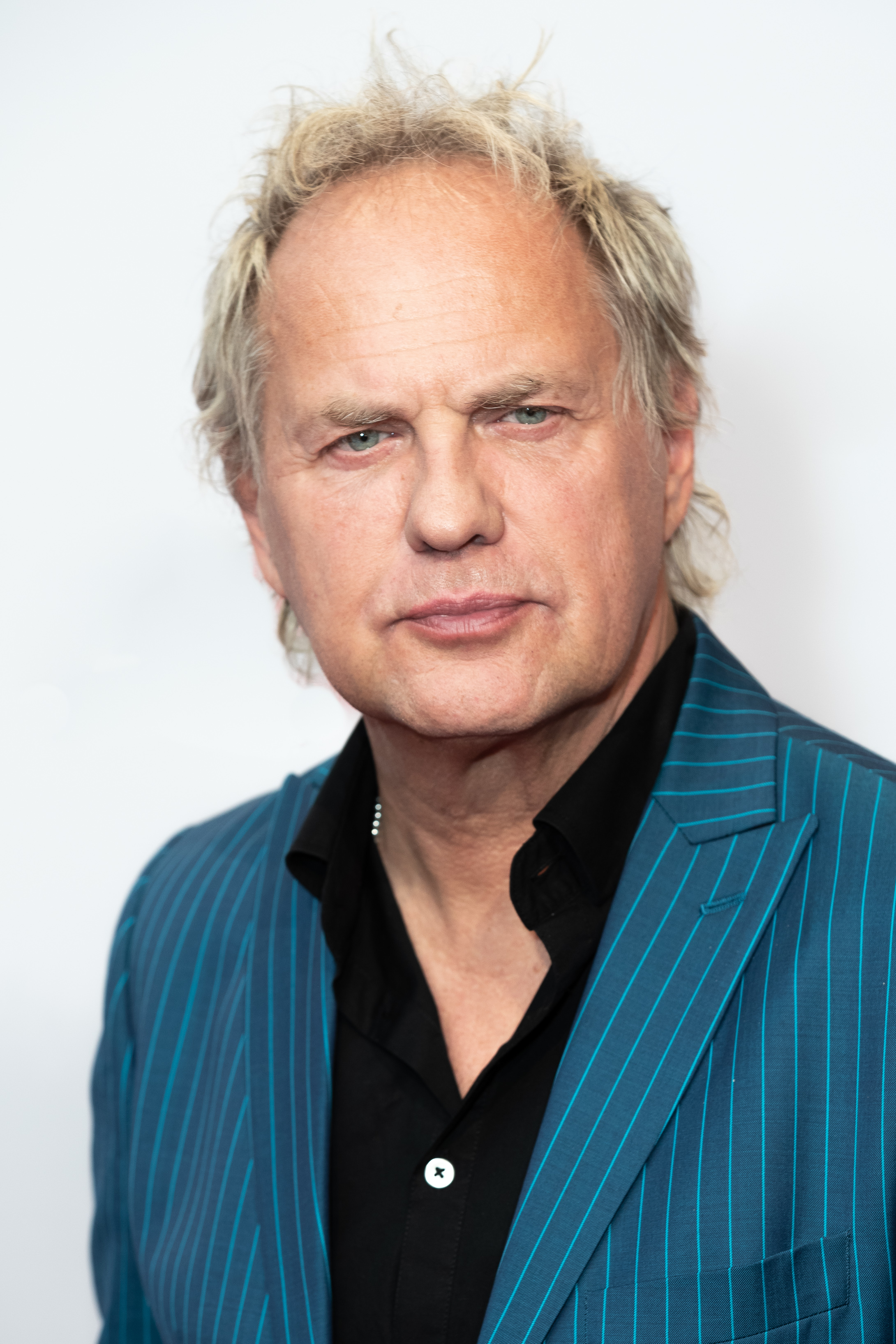
Uwe Ochsenknecht (* 7. Januar)

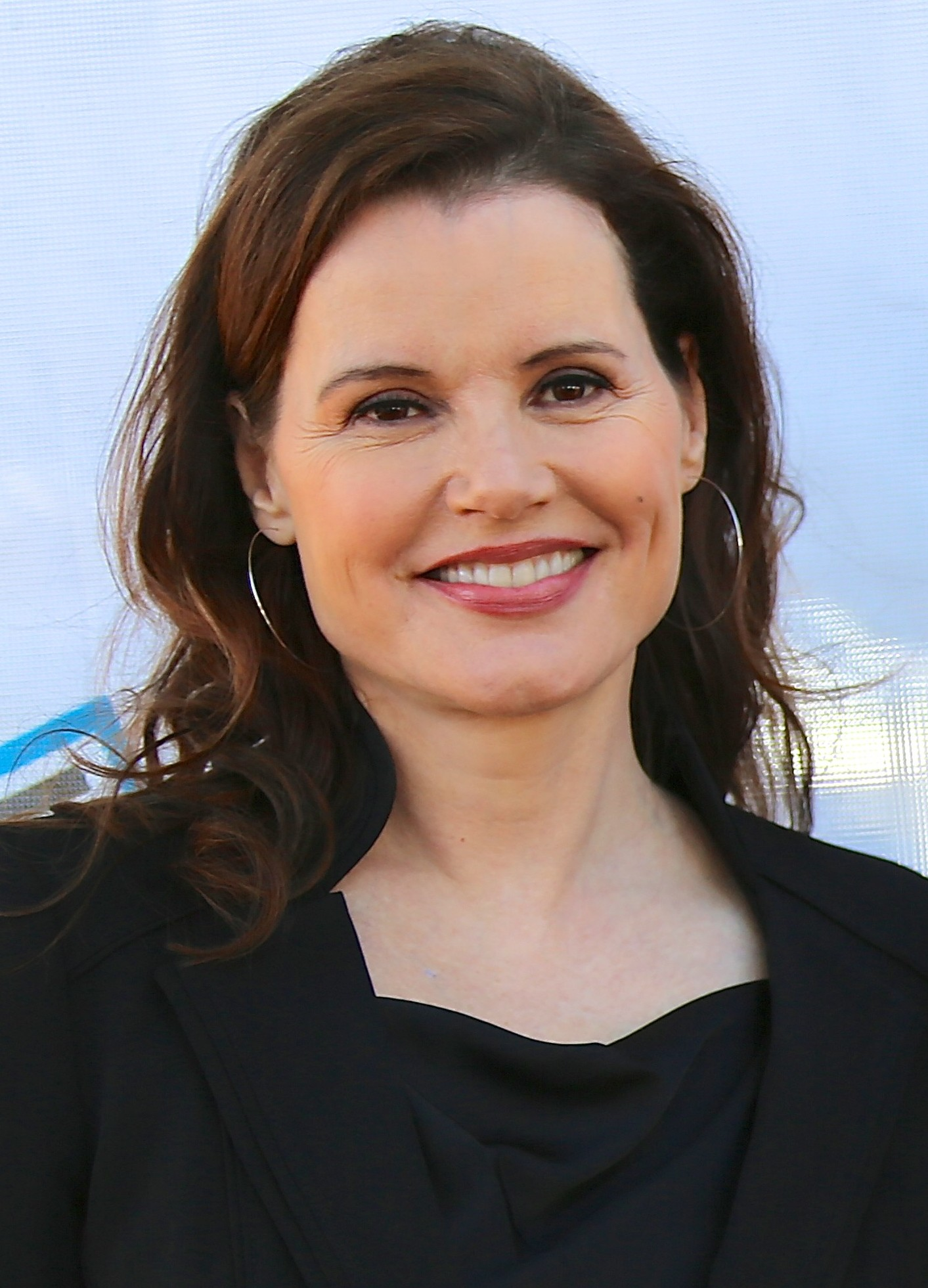
Geena Davis (* 21. Januar)

- 01. Januar: Kōji Yakusho, japanischer Schauspieler
- 03. Januar: Mel Gibson, australischer Schauspieler und Regisseur
- 04. Januar: Ann Magnuson, US-amerikanische Schauspielerin
- 07. Januar: David Caruso, US-amerikanischer Schauspieler
- 07. Januar: Leonard Lansink, deutscher Schauspieler
- 07. Januar: Uwe Ochsenknecht, deutscher Schauspieler
- 09. Januar: Imelda Staunton, britische Schauspielerin
- 13. Januar: Dwight H. Little, US-amerikanischer Regisseur
- 15. Januar: Torun Lian, norwegische Drehbuchautorin und Regisseurin
- 17. Januar: Mitch Vogel, US-amerikanischer Schauspieler
- 21. Januar: Geena Davis, US-amerikanische Schauspielerin
- 22. Januar: John Wesley Shipp, US-amerikanischer Schauspieler
- 25. Januar: Kevin O’Rourke, US-amerikanischer Schauspieler
- 27. Januar: Mimi Rogers, US-amerikanische Schauspielerin
- 29. Januar: Jan Jakub Kolski, polnischer Regisseur

Februar
- 03. Februar: Nathan Lane, US-amerikanischer Schauspieler
- 03. Februar: Time Winters, US-amerikanischer Schauspieler
- 12. Februar: Arsenio Hall, US-amerikanischer Schauspieler
- 16. Februar: Vincent Ward, neuseeländischer Regisseur
- 17. Februar: Richard Karn, US-amerikanischer Schauspieler
- 19. Februar: Kathleen Beller, US-amerikanische Schauspielerin
- 26. Februar: Kevin Dunn, US-amerikanischer Schauspieler

März
- 01. März: Timothy Daly, US-amerikanischer Schauspieler
- 02. März: Carlo Mazzacurati, italienischer Regisseur († 2014)
- 05. März: Adriana Barraza, mexikanische Schauspielerin
- 07. März: Bryan Cranston, US-amerikanischer Schauspieler
- 09. März: Peter Lyons Collister, US-amerikanischer Kameramann
- 09. März: Birgit Doll, österreichische Schauspielerin († 2015)
- 13. März: Dana Delany, US-amerikanische Schauspielerin
- 17. März: Patti Hansen, US-amerikanisches Model und Schauspielerin
- 18. März: Edward Żentara, polnischer Schauspieler und Regisseur († 2011)
- 23. März: Herbert Knaup, deutscher Schauspieler

### April bis Juni
April

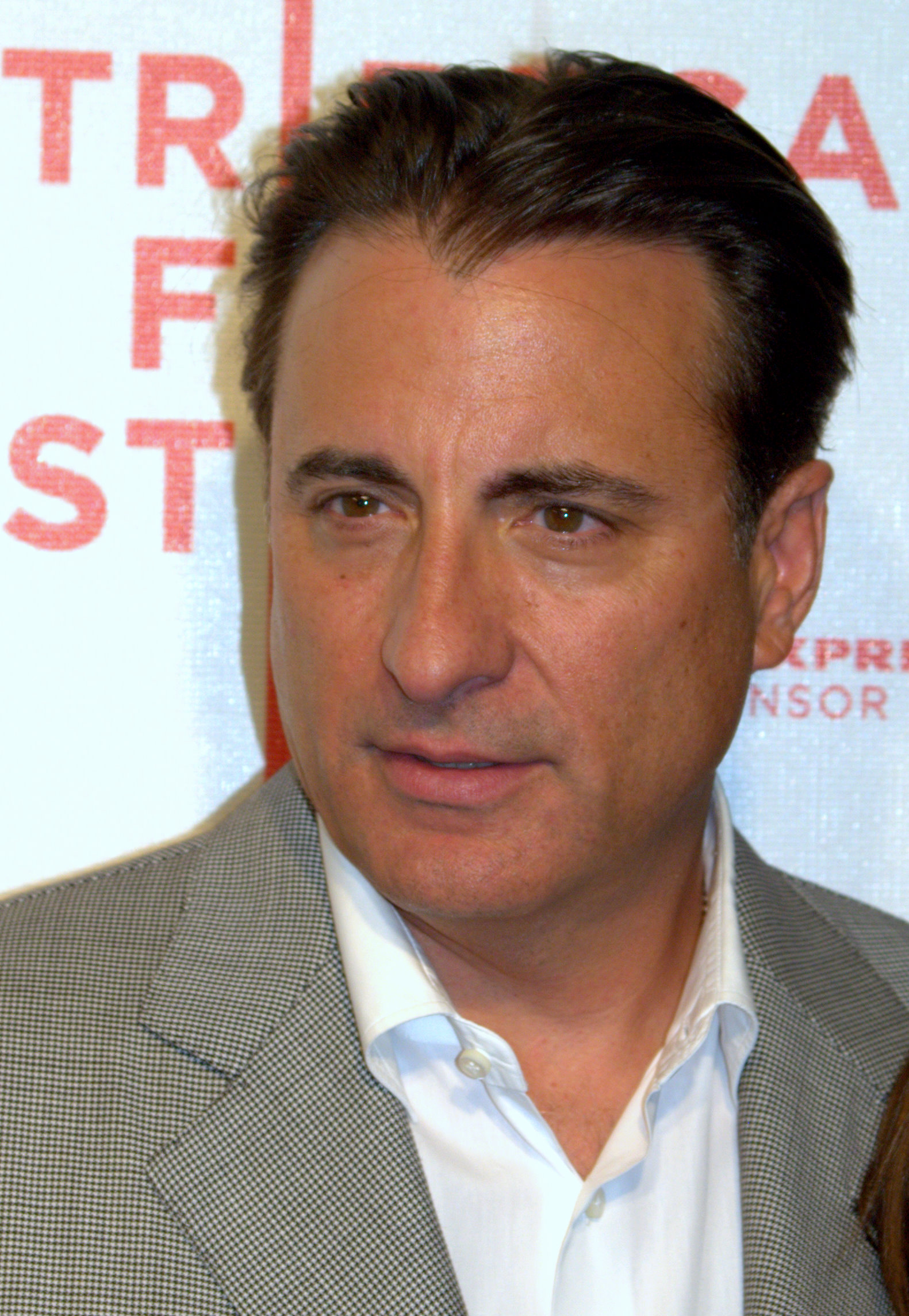
Andy Garcia (* 12. April)

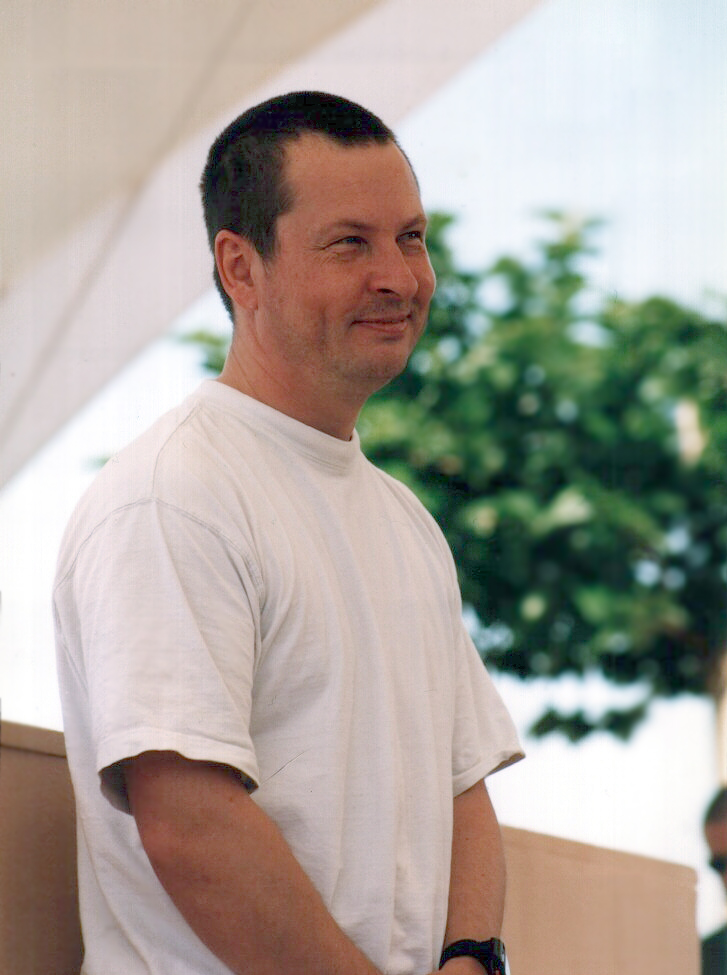
Lars von Trier (* 30. April)

- 01. April: Jeffrey Beecroft, US-amerikanischer Szenenbildner
- 04. April: David E. Kelley, US-amerikanischer Produzent
- 06. April: Normand Corbeil, kanadischer Filmkomponist († 2013)
- 08. April: Christine Boisson, französische Schauspielerin († 2024)
- 08. April: Peter Aalbæk Jensen, dänischer Produzent
- 08. April: Yoshiko Tanaka, japanische Schauspielerin und Synchronsprecherin († 2011)
- 12. April: Andy García, kubanisch-amerikanischer Schauspieler
- 12. April: Herbert Grönemeyer, deutscher Musiker und Schauspieler
- 12. April: Walter Salles, brasilianischer Regisseur
- 14. April: Chris Ellis, US-amerikanischer Schauspieler
- 18. April: John James, US-amerikanischer Schauspieler
- 18. April: Eric Roberts, US-amerikanischer Schauspieler
- 20. April: Peter Chelsom, britischer Regisseur
- 23. April: Caroline Thompson, US-amerikanische Regisseurin und Drehbuchautorin
- 25. April: Koo Stark, US-amerikanische Schauspielerin
- 30. April: Lars von Trier, dänischer Regisseur

Mai
- 01. Mai: Andreas Vitásek, österreichischer Schauspieler
- 07. Mai: Helmut Fiebig, deutscher Filmkritiker († 2011)
- 07. Mai: Nicholas Hytner, britischer Regisseur
- 08. Mai: Cristina Comencini, italienische Regisseurin und Drehbuchautorin
- 09. Mai: Wendy Crewson, kanadische Schauspielerin
- 17. Mai: Bob Saget, US-amerikanischer Schauspieler († 2022)
- 22. Mai: Al Corley, US-amerikanischer Schauspieler
- 26. Mai: Lisa Niemi, US-amerikanische Schauspielerin
- 26. Mai: Barbara Stock, US-amerikanische Schauspielerin
- 27. Mai: Giuseppe Tornatore, italienischer Regisseur
- 28. Mai: Don Burgess, US-amerikanischer Kameramann

Juni
- 01. Juni: Lisa Hartman, US-amerikanische Schauspielerin
- 01. Juni: Robin Mattson, US-amerikanische Schauspielerin
- 04. Juni: Keith David, US-amerikanischer Schauspieler
- 05. Juni: Roger Michell, südafrikanischer Regisseur († 2021)
- 09. Juni: Kelly Connell, US-amerikanischer Schauspieler
- 15. Juni: Polly Draper, US-amerikanische Schauspielerin
- 17. Juni: Kelly Curtis, US-amerikanische Schauspielerin
- 20. Juni: Michael Gutmann, deutscher Regisseur und Drehbuchautor
- 22. Juni: Tim Russ, US-amerikanischer Schauspieler
- 24. Juni: Joe Penny, US-amerikanischer Schauspieler
- 25. Juni: Chloe Webb, US-amerikanische Schauspielerin
- 28. Juni: Niki List, österreichischer Regisseur und Drehbuchautor († 2009)

### Juli bis September
Juli

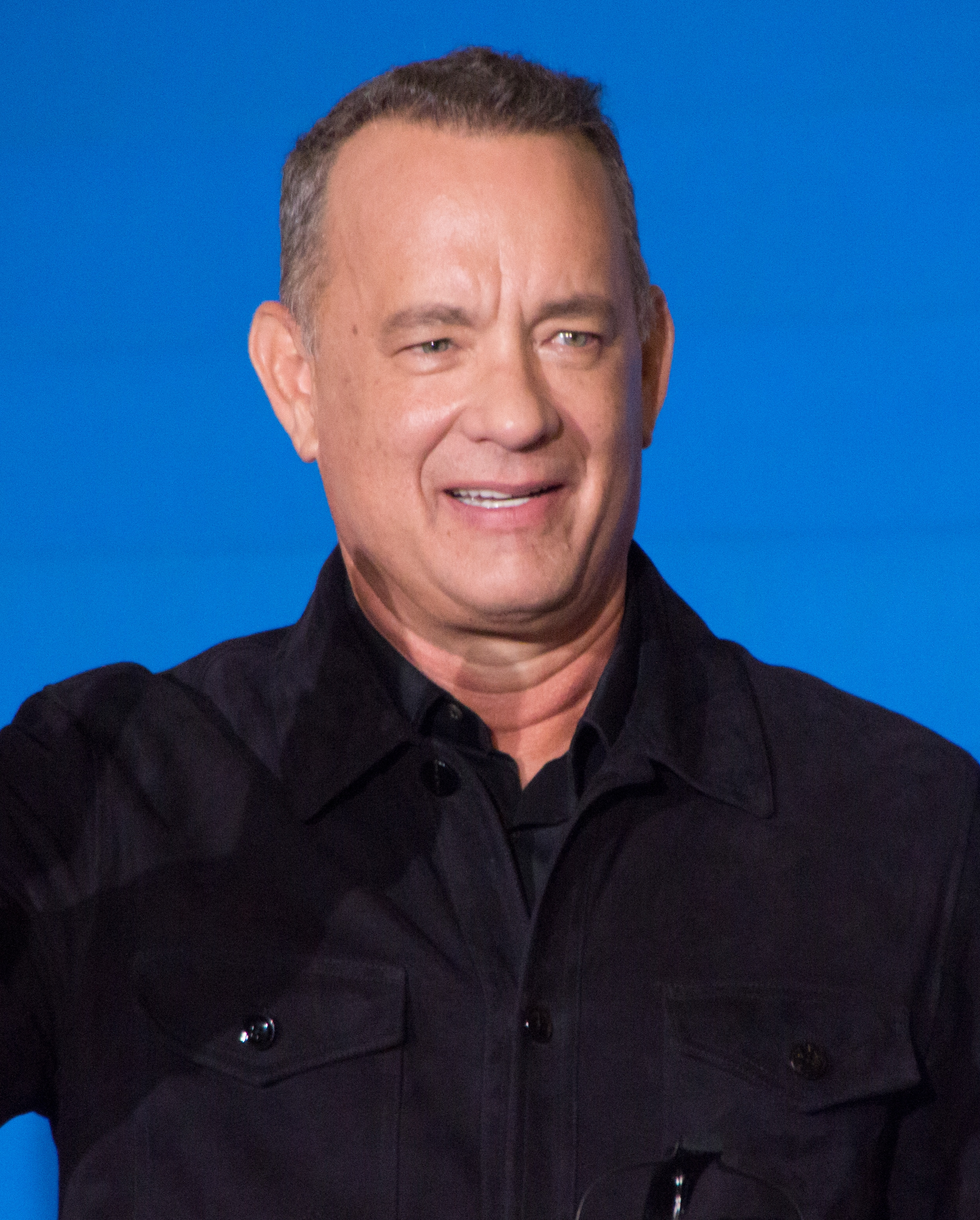
Tom Hanks (* 9. Juli)

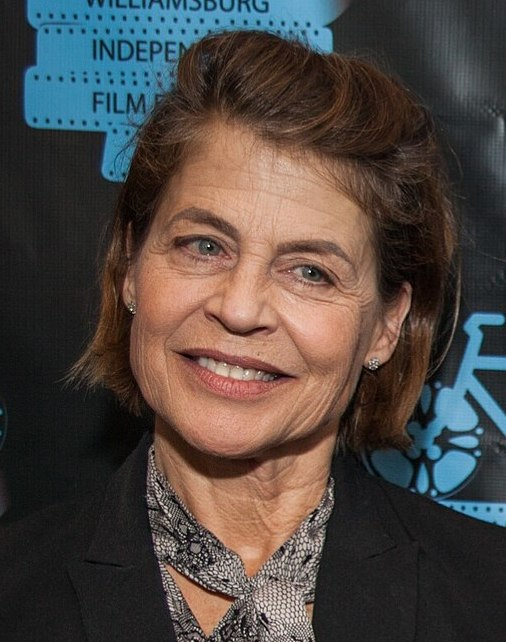
Linda Hamilton (* 26. September)

- 01. Juli: Alan Ruck, US-amerikanischer Schauspieler
- 03. Juli: Vincent Margera, US-amerikanischer Schauspieler († 2015)
- 09. Juli: Tom Hanks, US-amerikanischer Schauspieler
- 09. Juli: Christian Spatzek, österreichischer Schauspieler
- 11. Juli: Sela Ward, US-amerikanische Schauspielerin
- 16. Juli: Tony Kushner, US-amerikanischer Drehbuchautor
- 18. Juli: Audrey Landers, US-amerikanische Schauspielerin
- 31. Juli: Michael Biehn, US-amerikanischer Schauspieler

August
- 01. August: Axel Milberg, deutscher Schauspieler
- 04. August: Frank Döhmann, deutscher Filmproduzent und Filmschaffender
- 05. August: Anja Kruse, deutsche Schauspielerin
- 05. August: Maureen McCormick, US-amerikanische Schauspielerin
- 06. August: Stepfanie Kramer, US-amerikanische Schauspielerin
- 08. August: Lena Stolze, deutsche Schauspielerin
- 08. August: Nathan Wang, US-amerikanischer Komponist
- 10. August: Walter Wigand, deutscher Synchronsprecher, Hörspielsprecher, Schauspieler und Musikproduzent
- 12. August: Bruce Greenwood, kanadischer Schauspieler
- 19. August: Adam Arkin, US-amerikanischer Schauspieler
- 20. August: Joan Allen, US-amerikanische Schauspielerin
- 21. August: Kim Cattrall, kanadisch-amerikanische Schauspielerin
- 21. August: Laura Morante, italienische Schauspielerin
- 21. August: Michael Newman, US-amerikanischer Rettungsschwimmer, Feuerwehrmann und Schauspieler († 2024)
- 23. August: Skipp Sudduth, US-amerikanischer Schauspieler

September
- 03. September: Adam Brooks, kanadischer Drehbuchautor und Regisseur
- 08. September: Gabrielle Scharnitzky, deutsche Schauspielerin
- 10. September: Erick Zonca, französischer Regisseur
- 11. September: Tony Gilroy, US-amerikanischer Drehbuchautor und Regisseur
- 18. September: Tim McInnerny, britischer Schauspieler
- 19. September: Cyrus Nowrasteh, US-amerikanischer Drehbuchautor und Regisseur
- 20. September: Gary Cole, US-amerikanischer Schauspieler
- 20. September: Debbi Morgan, US-amerikanische Schauspielerin
- 21. September: Jane Rosenthal, US-amerikanische Produzentin
- 23. September: Maren Jensen, US-amerikanische Schauspielerin
- 25. September: Nadia Tass, australische Regisseurin
- 26. September: Linda Hamilton, US-amerikanische Schauspielerin
- 30. September: Vondie Curtis-Hall, US-amerikanischer Schauspieler und Regisseur
- 30. September: Désirée Nick, deutsche Entertainerin, Kabarettistin, Filmschauspielerin und Autorin

### Oktober bis Dezember
Oktober

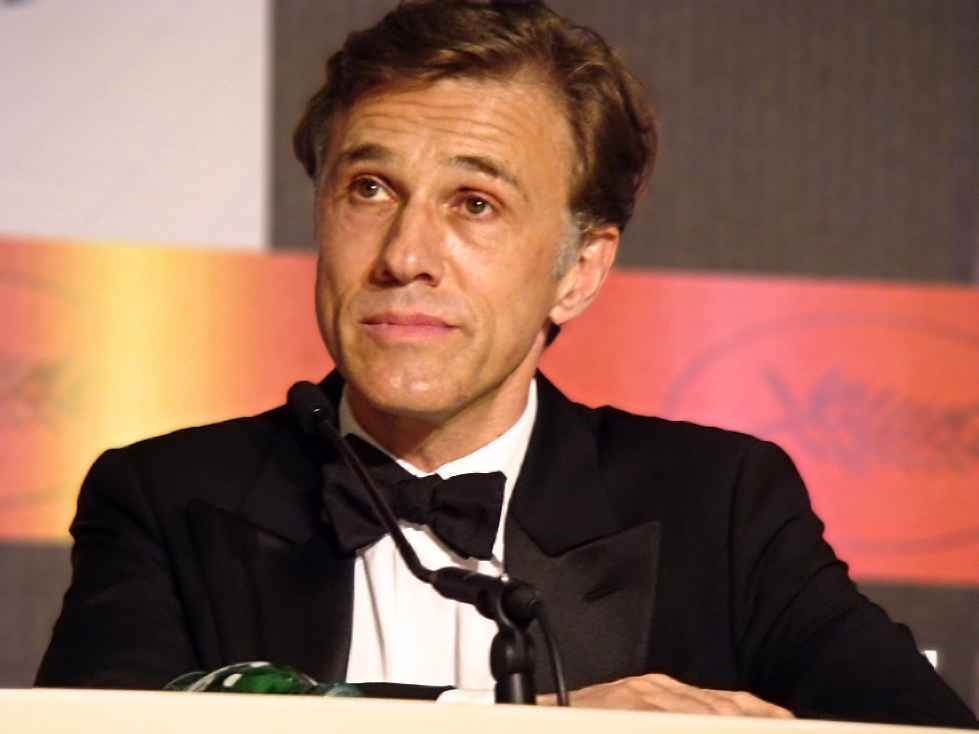
Christoph Waltz (* 4. Oktober)

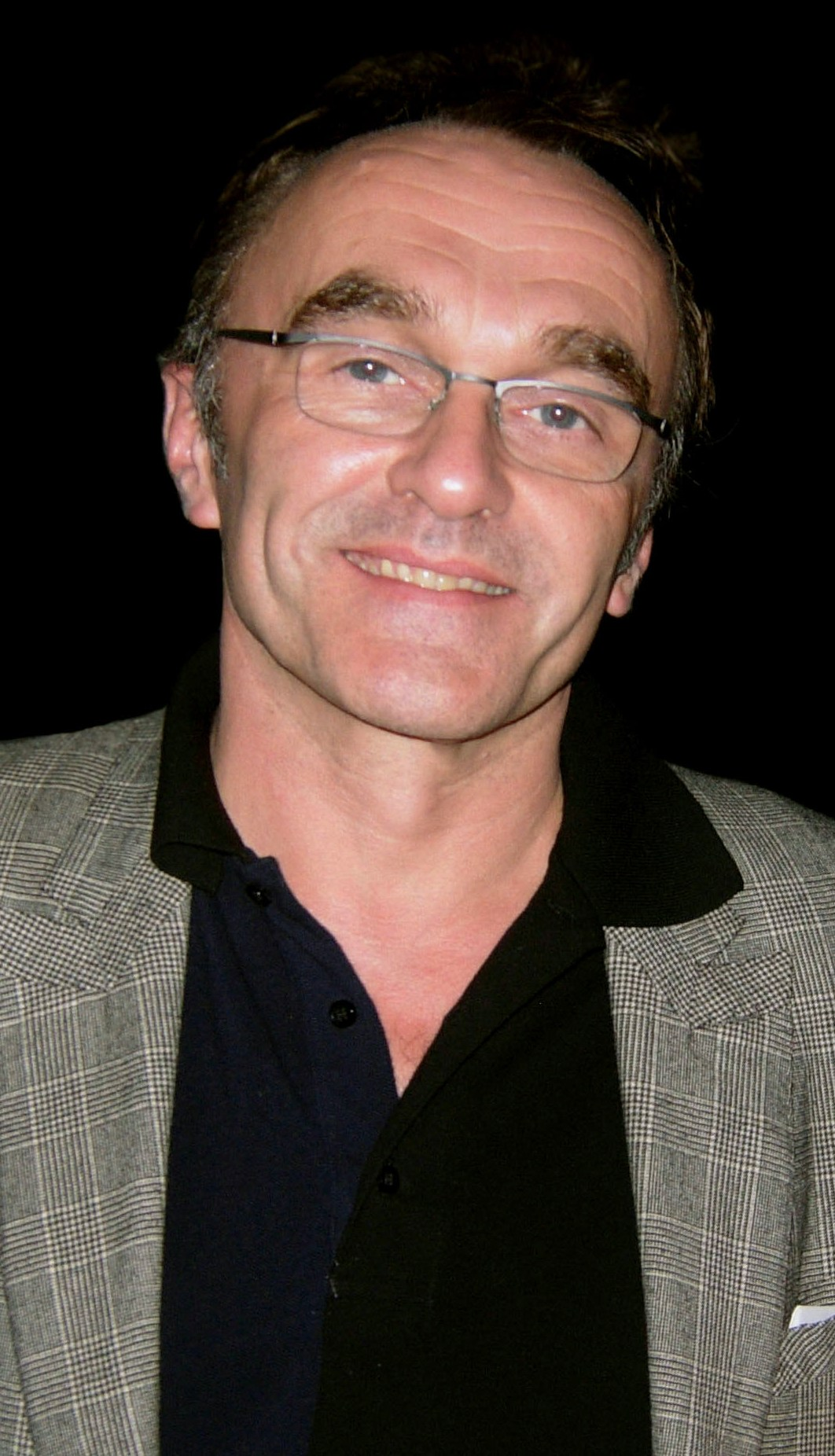
Danny Boyle (* 20. Oktober)

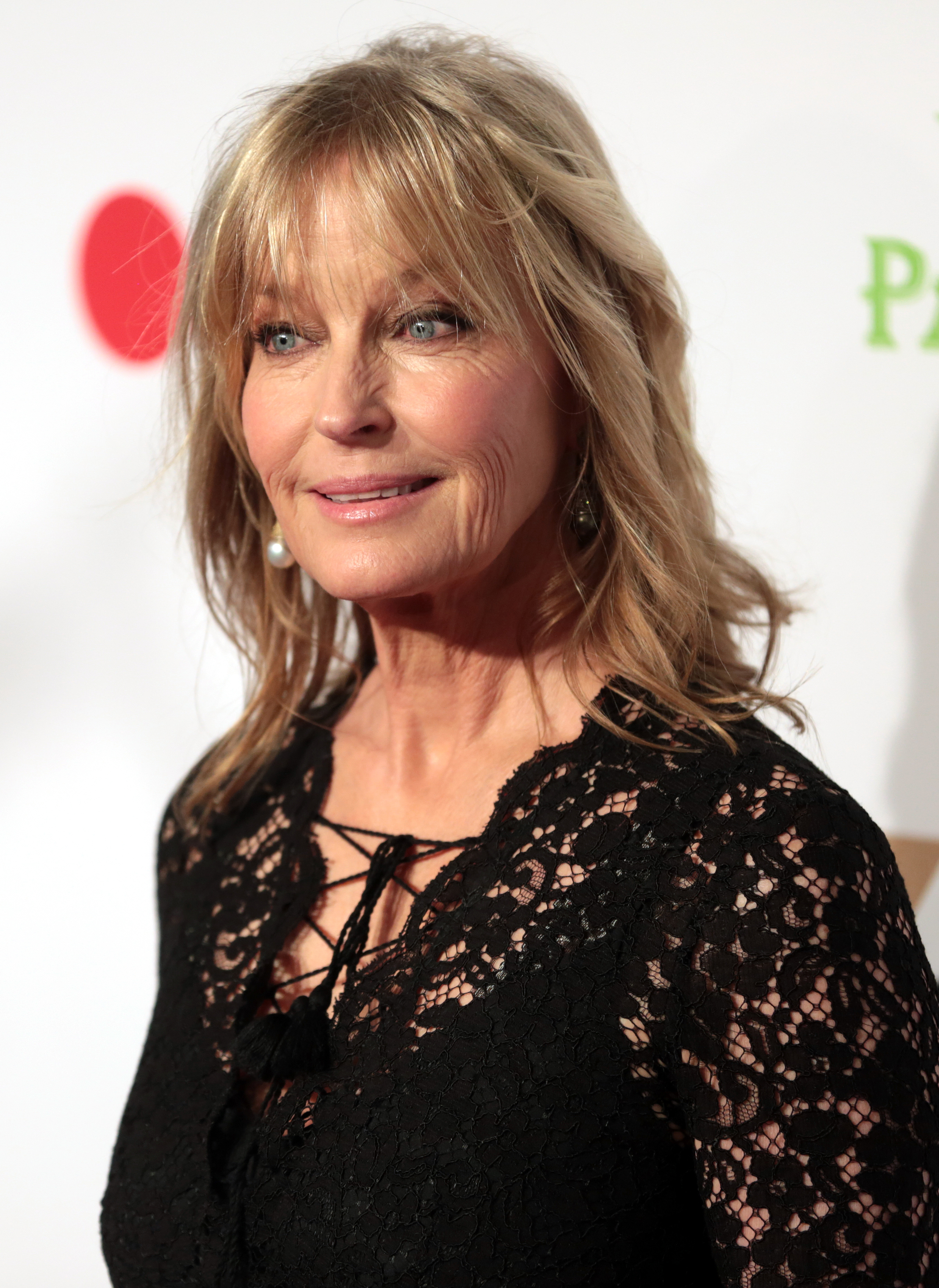
Bo Derek (* 20. November)

- 03. Oktober: Hart Bochner, kanadischer Schauspieler und Regisseur
- 04. Oktober: Christoph Waltz, österreichischer Schauspieler
- 05. Oktober: Ron Nyswaner, US-amerikanischer Drehbuchautor
- 08. Oktober: Stephanie Zimbalist, US-amerikanische Schauspielerin
- 10. Oktober: Amanda Burton, britische Schauspielerin
- 10. Oktober: Fiona Fullerton, britische Schauspielerin
- 10. Oktober: Thomas Petruo, deutscher Schauspieler und Synchronsprecher († 2018)
- 13. Oktober: Chris Carter, US-amerikanischer Drehbuchautor und Produzent
- 15. Oktober: Simon Boswell, britischer Filmkomponist
- 20. Oktober: Danny Boyle, britischer Regisseur
- 20. Oktober: Jacques Breuer, österreichischer Filmschauspieler, Synchronsprecher und Filmregisseur († 2024)
- 21. Oktober: Carrie Fisher, US-amerikanische Schauspielerin († 2016)
- 23. Oktober: Katrin Sass, deutsche Schauspielerin
- 26. Oktober: Rita Wilson, US-amerikanische Schauspielerin
- 29. Oktober: Masayuki Suo, japanischer Regisseur
- 30. Oktober: Juliet Stevenson, britische Schauspielerin
- 31. Oktober: Jörg Hengstler, deutscher Schauspieler, Hörspiel- und Synchronsprecher († 2024)
- 31. Oktober: Franco Merli, italienischer Schauspieler († 2025)

November
- 03. November: Gary Ross, US-amerikanischer Drehbuchautor, Produzent und Regisseur
- 13. November: Rex Linn, US-amerikanischer Schauspieler
- 16. November: Dan Shor, US-amerikanischer Schauspieler
- 20. November: Bo Derek, US-amerikanische Schauspielerin
- 20. November: Olli Dittrich, deutscher Schauspieler, Komiker, Komponist und Musiker
- 21. November: Cherry Jones, US-amerikanische Schauspielerin
- 21. November: Cynthia Rhodes, US-amerikanische Schauspielerin
- 22. November: Richard Kind, US-amerikanischer Schauspieler
- 27. November: William Fichtner, US-amerikanischer Schauspieler
- 28. November: Lucy Gutteridge, britische Schauspielerin
- 30. November: Michael Hoffman, US-amerikanischer Regisseur
- 30. November: Claude-Oliver Rudolph, deutscher Schauspieler

Dezember
- 02. Dezember: Steven Bauer, US-amerikanischer Schauspieler
- 07. Dezember: Mark Rolston, US-amerikanischer Schauspieler
- 12. Dezember: Ana Alicia, US-amerikanische Schauspielerin
- 17. Dezember: Peter Farrelly, US-amerikanischer Regisseur und Drehbuchautor
- 20. Dezember: Blanche Baker, US-amerikanische Schauspielerin
- 30. Dezember: Patricia Kalember, US-amerikanische Schauspielerin

### Tag unbekannt
- Andrew Lesnie, australischer Kameramann († 2015)
- Katharina Scholz-Manker, österreichische Schauspielerin

## Verstorbene

### Januar bis März
Januar

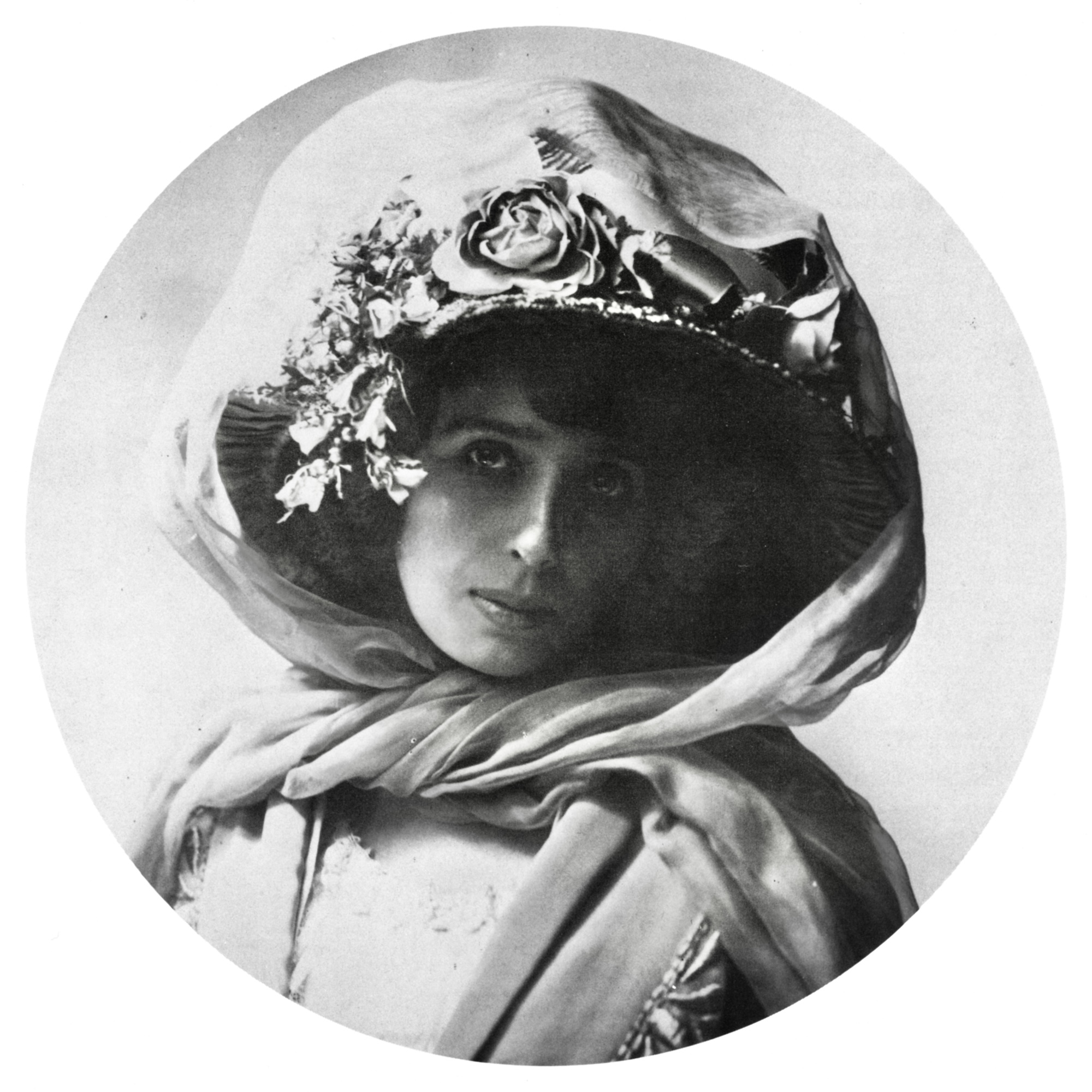
Mistinguett († 5. Januar)

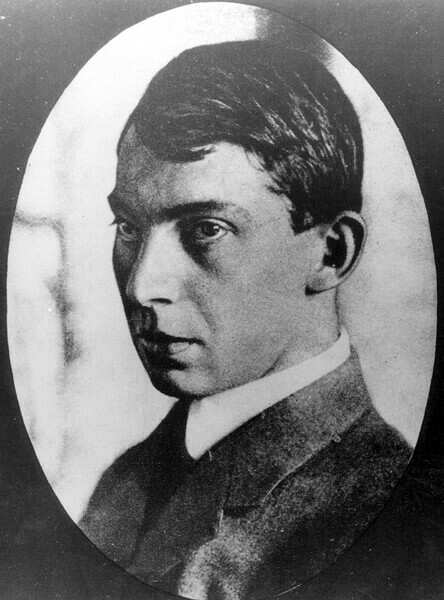
Alexander Korda († 23. Januar)

- 05. Januar: Mistinguett, französische Schauspielerin (* 1875)
- 08. Januar: Walter Werner, deutscher Schauspieler (* 1883)
- 12. Januar: Norman Kerry, US-amerikanischer Schauspieler (* 1894)
- 23. Januar: Alexander Korda, ungarisch-britischer Regisseur und Produzent (* 1893)
- 24. Januar: Oskar Karlweis, österreichischer Schauspieler (* 1894)
- 24. Januar: Eduard Rothauser, deutscher Schauspieler (* 1876)

Februar
- 02. Februar: Charley Grapewin, US-amerikanischer Schauspieler (* 1869)
- 03. Februar: Herschel McCoy, US-amerikanischer Kostümdesigner (* 1912)
- 08. Februar: Hans Conradi, Pionier des deutschen Tonfilms (* 1886)
- 17. Februar: Michael Rasumny, russischer Schauspieler (* 1890)
- 19. Februar: Tod Slaughter, britischer Schauspieler (* 1885)
- 29. Februar: W. Howard Greene, US-amerikanischer Kameramann (* 1895)

März
- 04. März: Willy Prager, deutscher Schauspieler, Regisseur und Drehbuchautor (* 1877)
- 06. März: Edyth Edwards, deutsche Schauspielerin (* 1899)
- 11. März: Peter Petersen, österreichischer Schauspieler, Regisseur und Theaterleiter (* 1876)
- 17. März: Fred Allen, US-amerikanischer Schauspieler, Komiker und Radiomoderator (* 1894)
- 18. März: Benjamin Glazer, US-amerikanischer Drehbuchautor, Produzent und Regisseur (* 1887)
- 25. März: Robert Newton, britischer Schauspieler (* 1905)
- 29. März: Fuat Uzkınay, türkischer Kameramann und Regisseur (* 1888)

### April bis Juni
April

Agnes Esterházy († 4. April)

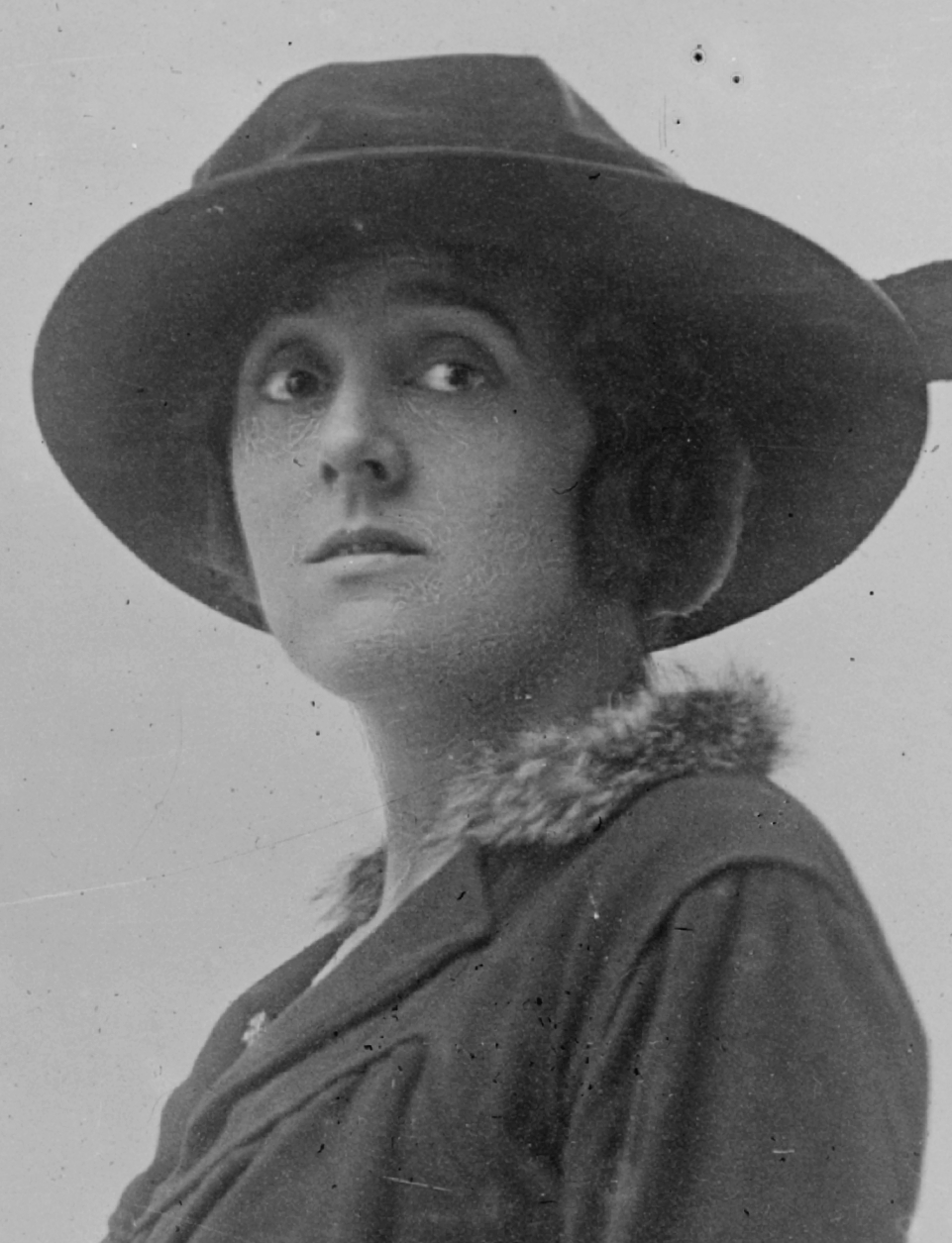
Margaret Wycherly († 6. Juni)

- 04. April: Agnes Esterházy, österreichische Schauspielerin (* 1891)
- 10. April: Gisela Werbezirk, österreichische Schauspielerin (* 1875)
- 14. April: Lucie Euler, deutsche Schauspielerin (* 1877)
- 16. April: Jean de Marguenat, französischer Regisseur, Drehbuchautor und Autorennfahrer (* 1893)
- 23. April: Raymond Cordy, französischer Schauspieler (* 1898)
- 24. April: Henry Stephenson, britischer Schauspieler (* 1871)
- 26. April: Edward Arnold, US-amerikanischer Schauspieler (* 1890)

Mai
- 05. Mai: Franz Pfaudler, österreichischer Schauspieler (* 1893)
- 10. Mai: F. W. Schröder-Schrom, deutscher Schauspieler (* 1879)
- 12. Mai: Louis Calhern, US-amerikanischer Schauspieler (* 1895)
- 24. Mai: Guy Kibbee, US-amerikanischer Schauspieler (* 1882)

Juni
- 02. Juni: Jean Hersholt, dänisch-US-amerikanischer Schauspieler (* 1886)
- 06. Juni: Margaret Wycherly, britische Schauspielerin (* 1881)
- 11. Juni: Ralph Morgan, US-amerikanischer Schauspieler (* 1883)
- 17. Juni: Enrico Prampolini, italienischer Bühnenbildner (* 1894)
- 20. Juni: Hanns Beck-Gaden, deutscher Schauspieler, Regisseur, Drehbuchautor und Produzent (* 1891)
- 25. Juni: Boris Vermont, US-amerikanischer Produzent und Filmeditor (* 1903)

### Juli bis September
Juli

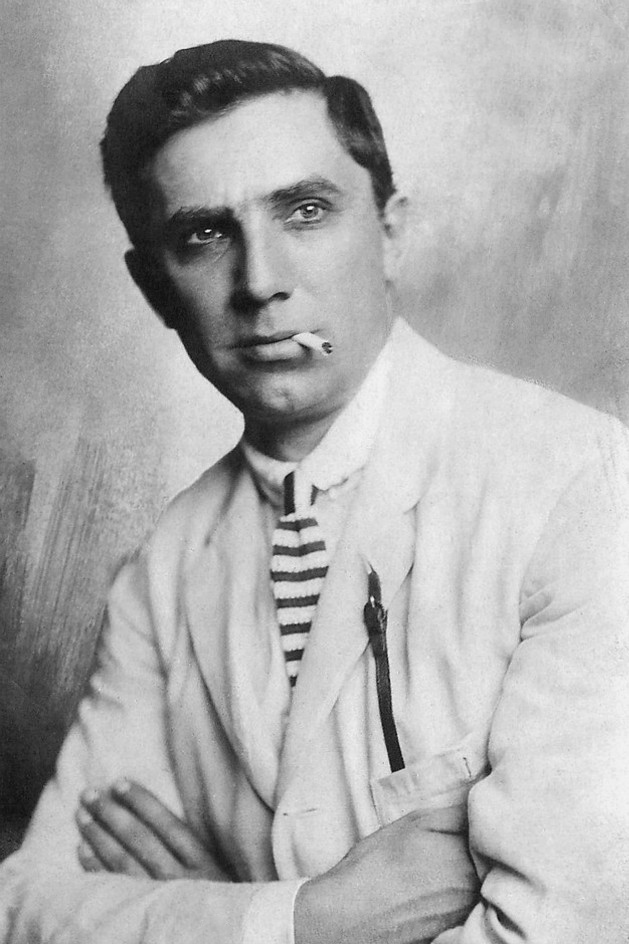
Bela Lugosi († 16. August)

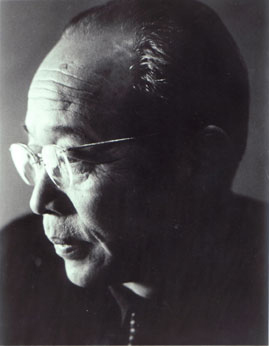
Mizoguchi Kenji († 24. August)

- 12. Juli: Josef Berger, deutscher Schauspieler und Regisseur (* 1876)
- 16. Juli: Leonardo De Mitri, italienischer Regisseur (* 1914)

August
- 03. August: Harry Chandlee, US-amerikanischer Drehbuchautor (* 1882)
- 08. August: Just Scheu, deutscher Schauspieler, Drehbuchautor und Komponist (* 1903)
- 09. August: Carlo Duse, italienischer Schauspieler, Drehbuchautor und Regisseur (* 1898)
- 14. August: Bertolt Brecht, deutscher Drehbuchautor und Regisseur (* 1898)
- 16. August: Bela Lugosi, ungarischer Schauspieler (* 1882)
- 24. August: Kenji Mizoguchi, japanischer Regisseur (* 1898)

September
- 02. September: Rudolf Koch-Riehl, deutscher Schauspieler, Regisseur und Hörspielsprecher (* 1900)
- 08. September: Freddie Rich, US-amerikanischer Komponist und Songwriter (* 1898)
- 15. September: Jacques Companéez, französischer Drehbuchautor (* 1906)
- 29. September: Helmar Lerski, schweizerischer Fotograf, Kameramann und Regisseur (* 1871)

### Oktober bis Dezember
Oktober

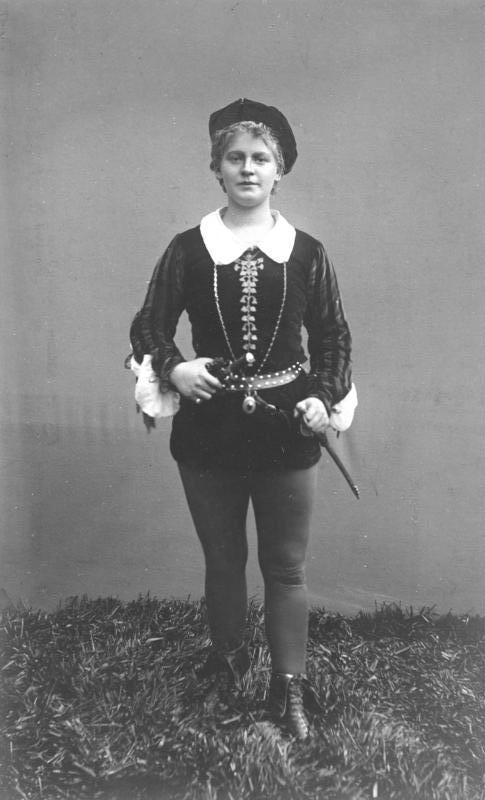
Lucie Höflich († 9. Oktober)

- 02. Oktober: George Bancroft, US-amerikanischer Schauspieler (* 1882)
- 04. Oktober: Franz Vogel, deutscher Produzent (* 1883)
- 07. Oktober: Maud Allan, kanadisch-amerikanische Tänzerin und Schauspielerin (* 1873)
- 09. Oktober: Marie Doro, US-amerikanische Schauspielerin (* 1882)
- 09. Oktober: Lucie Höflich, deutsche Schauspielerin (* 1883)
- 14. Oktober: Margaret Joslin, US-amerikanische Schauspielerin (* 1883)
- 14. Oktober: Jeanne d’Alcy, französische Schauspielerin (* 1865)
- 17. Oktober: Anne Crawford, britische Schauspielerin (* 1920)

November
- 04. November: Luis Arroyo, spanischer Schauspieler und Regisseur (* 1915)
- 06. November: Paul Kelly, US-amerikanischer Schauspieler (* 1899)
- 10. November: Victor Young, US-amerikanischer Komponist (* 1900)
- 19. November: Francis L. Sullivan, britischer Schauspieler (* 1903)
- 20. November: Emmerich Hanus, österreichischer Schauspieler, Regisseur und Produzent (* 1879)
- 25. November: Olexander Dowschenko, sowjetischer Regisseur (* 1894)

Dezember
- 02. Dezember: Franz Osten, deutscher Regisseur (* 1876)
- 07. Dezember: Arthur Lange, US-amerikanischer Komponist und Arrangeur (* 1889)
- 09. Dezember: Lou Handman, US-amerikanischer Komponist (* 1894)
- 12. Dezember: Ewald André Dupont, deutscher Regisseur (* 1891)
- 18. Dezember: Heinrich Hauser, deutscher Schauspieler (* 1891)
- 21. Dezember: Micheil Gelowani, georgischer Schauspieler und Regisseur (* 1892)
- 26. Dezember: Holmes Herbert, britischer Schauspieler (* 1882)
- 28. Dezember: Marjorie Fielding, britische Schauspielerin (* 1892)